# Munggung (Karangdowo)
Munggung is een bestuurslaag in het regentschap Klaten van de provincie Midden-Java, Indonesië. Munggung telt 2442 inwoners (volkstelling 2010).